# Habib Bourguiba jr.

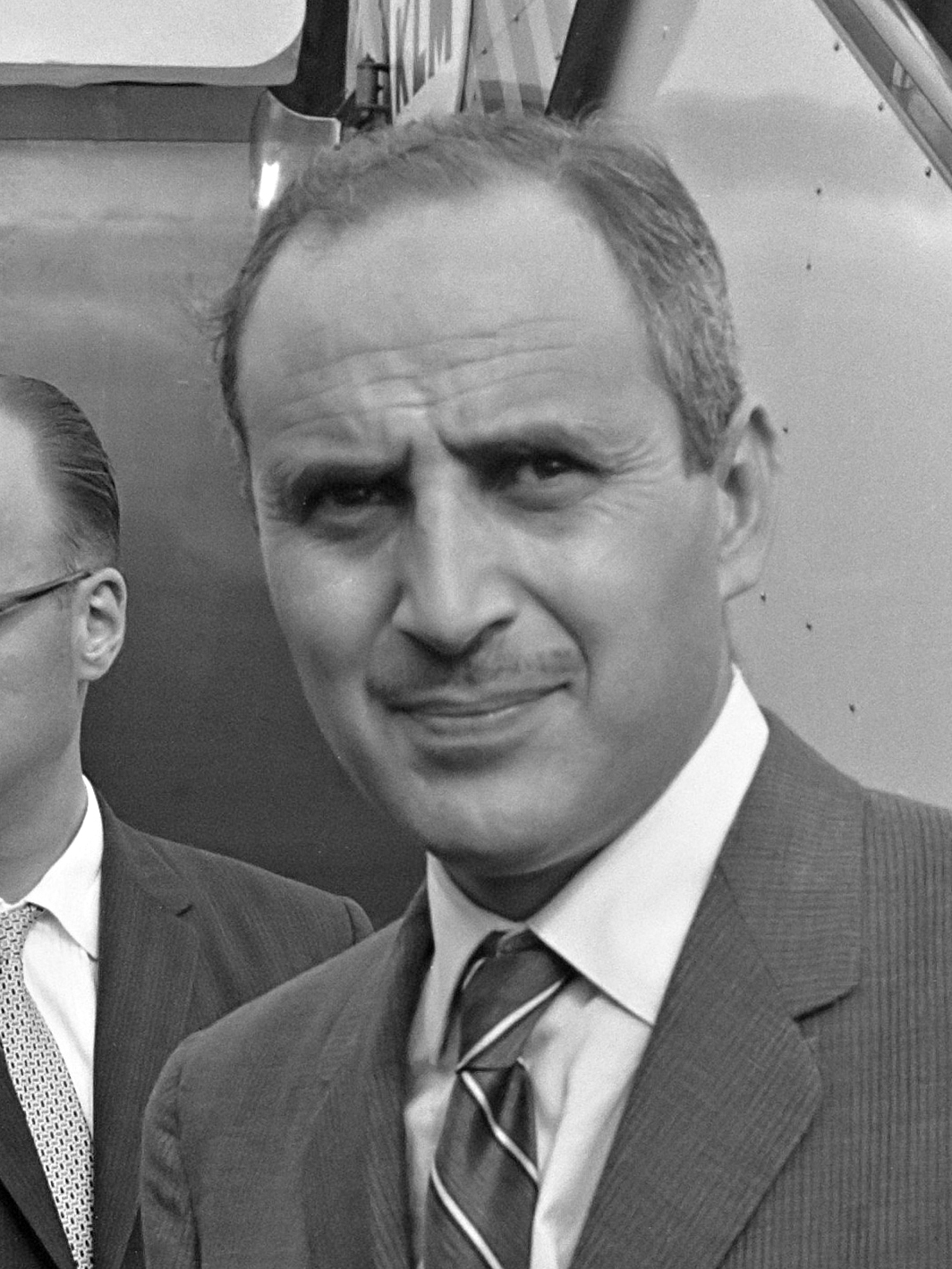
Habib Bourguiba jr. (1961)

Habib Bourguiba junior (arabisch الحبيب بورقيبة الابن, DMG al-Ḥabīb Būruqaiba al-Ibn; * 9. April 1927 in Paris; † 28. Dezember 2009 in Tunis) war ein tunesischer Diplomat und Politiker.

## Leben und Karriere
Habib Bourguiba junior wurde 1927 als einziger Sohn des späteren Führers der tunesischen Unabhängigkeitsbewegung und Präsidenten Habib Bourguiba und dessen erster Frau, der Französin Mathilde Lorrain (später Moufida Bourguiba), geboren.
Nachdem Habib Bourguiba senior 1957 nach Absetzung des Königs Muhammad VIII. al Amin erster Präsident der Republik Tunesien geworden war, ernannte er seinen Sohn Habib Bourguiba jr. zum Botschafter Tunesiens in Frankreich, später in Italien und schließlich von 1961 bis 1963 in den Vereinigten Staaten, wo sich dieser mehrmals mit Präsident John F. Kennedy traf.
1964 wurde Bourguiba jr. Mongi Slims Nachfolger als Außenminister und blieb bis 1970 im Amt, ehe er von Muhammad Masmudi abgelöst wurde. Danach war er 1970 kurzzeitig Justizminister; 1976 wurde er zum Grand Officier der französischen Ehrenlegion ernannt.
Nach der Absetzung seines Vaters 1987 verlor auch Habib Bourguiba jr. seinen Posten als außerordentlicher Berater des Präsidenten.
Neben seinen politischen Ämtern hat Bourguiba jr. auch eine Bank für wirtschaftliche Entwicklung gegründet.
Er starb am 28. Dezember 2009 nach längerer Krankheit im Alter von 82 Jahren. Er hinterließ seine Frau Neïla Zouiten und drei Kinder.